# Zabłoty
Zabłoty – wieś w Polsce położona w województwie łódzkim, w powiecie bełchatowskim, w gminie Zelów.
W latach 1975–1998 miejscowość administracyjnie należała do województwa piotrkowskiego. Wieś zasiedlona przez osadników niemieckich. Do 1926 r. należała do parafii ewangelicko-augsburskiej w Łasku. Był tu kościół. Pozostał cmentarz z kilkoma nagrobkami.